# سکس تفننی
سکس غیررسمی یا سکس تفننی یا رابطه جنسی سرسری نوع خاصی از رابطهٔ جنسی خارج از ارتباطات عاشقانه است و بدون پذیرفتن مسئولیت، بدون احساس وابستگی عاطفی یا آشِنایی مابین شرکای جنسی صورت بگیرد.
به عنوان نمونه سکس در روابط غیررسمی، رابطه‌های تنها برای یک شب، رابطه خارج از ازدواج، تن‌فروشی، یا سکس ضربدری شامل این دسته رابطه جنسی می‌شوند.

## هنجارهای اجتماعی و چالش‌های اخلاقی
دیدگاه محافظه‌کارانه و مذهبی اگر به شکل افراطی برخورد کند برای سکس با جنس مخالف خارج از ازدواج مجازات زندان یا جریمه نقدی در نظر می‌گیرد. برای لیبرال‌ها دیدگاه افراطی به عشق آزاد ختم می‌شود.